# Encarsia basicincta
Encarsia basicincta är en stekelart som beskrevs av Charles Joseph Gahan 1927. Encarsia basicincta ingår i släktet Encarsia och familjen växtlussteklar. Inga underarter finns listade i Catalogue of Life.